# Синьцзян Тицай
«Синьцзян Тицай» (кит. 新疆体彩) — бывший китайский футбольный клуб из СУАР, город Урумчи, выступавший в третьей по значимости китайской лиге. Домашней площадкой клуба был Спортивный центр Синьцзяна, вместимостью 50,000 человек.

## История клуба
Футбольный клуб «Синьцзян Тицай» был создан в 2006 году, спонсором клуба был Центр спортивных лотерей. Стал первым профессиональным футбольным клубом в СУАР после того, как в 2005 году не был зарегистрирован футбольный клуб из города Карамай «Карамай Юлун». Основу команды составили этнические уйгуры, это стало одной из особенностей клуба. По итогам выступлений в клубе многие игроки продолжили карьеру в первой лиге и Суперлиге Китая. После того, как в 2009 году команда не смогла заявиться для участия во второй лиге, она была распущена.

## Главные тренеры
| Тренер        | Период    |
| ------------- | --------- |
| Ляо Сяньму    | 2005–2006 |
| Ло Дэнжэнь    | 2006–2008 |
| Фархат Азимат | 2008–2009 |